# توشيوكي واتانابي
توشيوكي واتانابي (渡辺俊幸 واتانابي توشيوكي) هو ملحن ياباني ولد في 3 فبراير 1955 في آيتشي.

## أعماله في السينما اليابانية
- الثلج الخفيف
- إعادة إحياء موثرا

## أعماله في الدراما اليابانية
- من أوريغون مع الحب

## أعماله في التوكوساتسو
- كيوكيو سنتاي غو غو فايف

## أعماله في الأنمي

### مسلسلات أنمي تلفزيونية
- إخوة الفضاء
- شينكانسن هينكي روبو شينكاليون
- أسطول المجرة المدرع ماجستيك برينس
- جوال المجرة فايفام
- سفينة الأصدقاء
- إيروكا
- مغامرات بيتر بان
- ديفل ليدي
- غريت دانغايو
- بوبي

### أوفا أنمي
- تايلر القائد المستهتر

### أفلام أنمي
- مازنغر زد إنفينيتي
- إخوة الفضاء #0
- فيلم شينكانسن هينكي روبو شينكاليون: آلفا-إكس فائق السرعة الآتي من المستقبل

## وصلات خارجية
- توشيوكي واتانابي على موقع IMDb (الإنجليزية)
- توشيوكي واتانابي على موقع ميوزك برينز (الإنجليزية)
- توشيوكي واتانابي على موقع ديسكوغز (الإنجليزية)
- توشيوكي واتانابي على موقع قاعدة بيانات الفيلم (الإنجليزية)